# Glagolská mše (Janáček)
Glagolská mše (Mša glagolskaja) je kantáta pro sóla, smíšený sbor, orchestr a varhany, kterou složil Leoš Janáček v pokročilém věku 72 let, v období od 5. srpna do 15. října 1926 v Luhačovicích a Brně. Staroslověnský text upravil přední český jazykovědec a slavista Miloš Weingart.
Postludium napsal Janáček už o řadu let dříve jako samostatné intermezzo ve stylu passacaglie a nadepsal jej „Varhany sólo“. Projevuje se zde autorův originální a vysoce expresivní skladatelský styl. Až posléze jej použil jako sedmou část Glagolské mše.
V září 1927 Janáček dokončil druhý opis kantáty jako přípravu k jejímu prvnímu uvedení. V březnu 1928 pak byla partitura s dílčími úpravami připravena k tisku a vyšla až po Janáčkově smrti v Universal Edition ve Vídni. Tato druhá verze pak byla až do 90. let nejčastěji hrána. Původní podoba („verze 1927“), rekonstruovaná Paulem Wingfieldem, byla poprvé provedena roku 1993 na University of Manchester.
Ačkoli se jedná o zhudebnění liturgického textu, nemá skladba konfesionální charakter. Když Ludvík Kundera o jejím autorovi hovořil jako o „pevně věřícím starci“, Janáček se ohradil: „Žaden stařec, žaden věřici, mladiku.“ Původ Glagolské mše je spíše možné hledat ve skladatelově panteismu – v časopise Literární svět se vyjádřil, že Glagolskou mši skládal „pro víru ve věčný život, ne však na konfesijním základě, nýbrž na morálně neporušitelném, jenž si bere Boha za svědka“ – a v jeho panslavismu. Jako u většiny jeho pozdních děl i u Glagolské mše hraje velkou úlohu milostná inspirace; jak psal Kamile Stösslové v dopise z 24/25. prosince 1926, měla to být jejich pomyslná svatební mše.
Glagolská mše patří k nejhranějším autorovým dílům; např. v repertoáru České filharmonie je z Janáčkovy tvorby na třetím místě za Tarasem Bulbou a Sinfoniettou. Hned v prvních pěti ročnících festivalu Pražské jaro byla Českou filharmonií uvedena třikrát – v letech 1947 a 1948 pod taktovkou Rafaela Kubelíka a v roce 1950 s Karlem Ančerlem. 18. července 2011 při zahajovacím koncertu 20. ročníku festivalu Janáček a Luhačovice byla poprvé uvedena také v Luhačovicích, v kostele sv. Rodiny.

## Obsah titulu
Mša glagolskaja (Glagolská mše) pro sóla, sbor, orchestr a varhany na staroslověnský text
1. Úvod
2. Gospodi pomiluj
3. Slava
4. Věruju
5. Svet
6. Agneče Božij
7. Postludium (varhany sólo)
8. Intrada

## Orchestrace
Glagolská mše je napsána pro sólový soprán, alt, tenor a bas, dvojitý smíšený sbor (SATB) a orchestr o složení: 4 flétny (flétny 2–4 dublují pikoly), 2 hoboje, anglický roh, 3 klarinety (klarinet 3 dubluje basklarinet), 3 fagoty (fagot 3 dubluje kontrafagot), 4 lesní rohy, 4 trubky, 3 pozouny, tuba, tympány, zvonkohra, triangl, vířivý buben, činely, gong, zvony, 2 harfy, celesta, varhany a smyčce (první a druhé housle, violy, violoncella a kontrabasy).

## Nahrávky
- Břetislav Bakala a Symfonický orchestr brněnského rozhlasu, soprán: Libuše Domanínská, alt: Marie Juřenová, tenor: Josef Válka, bas: Jaroslav Hromádka, varhany: František Michálek, Vachův sbor moravských učitelek, sbormistr: Josef Veselka (nahráno 1951, Supraphon)[13]
- Leonard Bernstein a New York Philharmonic, soprán: Helga Pilarczyk, alt: Janis Martin, tenor: Nicolai Gedda, bas: George Gaynes, varhany: Bruce Price-Joseph, Westminster Choir (nahráno 1963, Sony Classical)[14]
- Karel Ančerl a Česká filharmonie, soprán: Libuše Domanínská, alt: Věra Soukupová, tenor: Beno Blachut, bas: Eduard Haken, varhany: Jaroslav Vodrážka, Český pěvecký sbor, sbormistr: Josef Veselka (nahráno 1963, Supraphon)[15]
- Rafael Kubelík a Symphonieorchester des Bayerischen Rundfunks (Symfonický orchestr bavorského rozhlasu), soprán: Evelyn Lear, alt: Hilde Rössel Majdan, tenor: Ernst Haefliger, bas: Franz Crass, varhany: Bedřich Janáček, Chor des Bayerischen Rundfunks (Sbor bavorského rozhlasu), sbormistr: Wolfgang Schubert (nahráno 1964, Deutsche Gramophon)[16]
- Rudolf Kempe a Royal Philharmonic Orchestra, soprán: Teresa Kubiak, alt: Anne Collins, tenor: Robert Tear, bas: Wolfgang Schöne, varhany: John Birch, Brighton Festival Chorus (nahráno 1973/1974, Decca)[17]
- Václav Neumann a Česká filharmonie, soprán: Gabriela Beňačková, alt: Věra Soukupová, tenor: František Livora, bas: Karel Průša, varhany: Jan Hora, Pražský filharmonický sbor, sbormistr Josef Veselka (nahráno 1978, Panton)[18]
- Ladislav Slovák a Slovenská filharmonie, soprán: Magdaléna Hajóssyová, alt: Viktória Stracenská, tenor: Vilém Přibyl, bas: Richard Novák, varhany: Ivan Sokol, Slovenský filharmonický sbor (nahráno 1978, Opus)[19][20]
- František Jílek a Státní filharmonie Brno, soprán: Gabriela Beňačková, alt: Eva Randová, tenor: Vilém Přibyl, bas: Sergej Kopčák, varhany: Jan Hora, Pražský filharmonický sbor, sbormistr: Josef Veselka (nahráno 1979, Supraphon)[21]
- Simon Rattle a City of Birmingham Symphony Orchestra, soprán: Felicity Palmer, mezzosoprán: Ameral Gunson, tenor: John Mitchinson, bas: Malcom King, varhany: Jane Parker-Smith, City of Birmingham Symphony Orchestra Chorus, sbormistr: Nicholas Cleobury (nahráno 1981, EMI Classics)[22][23]
- Charles Mackerras a Česká filharmonie, soprán: Elisabeth Söderströmová, alt: Drahomíra Drobková, tenor: František Livora, bas: Richard Novák, varhany: Jan Hora, Pražský filharmonický sbor, sbormistr: Lubomír Mátl (nahráno 1984, Supraphon)[24]
- Klaus Tennstedt a London Philharmonic Orchestra, soprán: Ameril Gunson, kontraalt: Sheila Armstrong, tenor: Robert Tear, bas: William Shimell, London Philharmonic Choir (nahráno 1985, BBC Music)[25][26]
- Michael Gielen a SWF-Sinfonieorchester Baden-Baden, soprán: Ellen Shade, alt: Marta Szirmay, tenor: Thomas Moser, baryton: Günter Reich, varhany: Imrich Szabo, Slovenský filharmonický sbor, sbormistr: Pavol Prochazka (nahráno 1988, Intercord)[27]
- Robert Shaw a Atlanta Symphony Orchestra, soprán: Christine Brewer, mezzosoprán: Marietta Simpson, tenor: Karl Dent, bas: Roger Roloff, varhany: Norman Mackenzie, Atlanta Symphony Chorus (nahráno 1990, Telarc)[28][29]
- Michael Tilson Thomas a London Symphony Orchestra, soprán: Gabriela Beňačková, mezzosoprán: Felicity Palmer, tenor: Gary Lakes, bas: Anatoly Kotcherga, varhany: John Scott, London Symphony Chorus (nahráno 1990, Sony Classical)[30]
- Václav Neumann a Česká filharmonie, soprán: Gabriela Beňačková, kontraalt: Drahomíra Drobková, tenor: Jozef Kundlak, bas: Sergej Kopčák, varhany: Jan Hora, Český filharmonický sbor (video DVD, nahráno 1990, BMG Classics, Arthaus Musik)[31][32]
- Kurt Masur a Gewandhausorchester Leipzig, soprán: Věnceslava Hrubá, kontraalt: Rosemarie Lang, tenor: John Mitchinson, bas: Theo Adam, Sbor československého rozhlasu (nahráno 1991, Philips Classics)[33]
- Charles Dutoit a Orchestre symphonique de Montreal, soprán: Natalia Troitskaya, mezzosoprán: Eva Randová, tenor: Kaludi Kaludov, bas: Sergei Leiferkus, varhany: Thomas Trotter, Choeur de l'Orchestre symphonique de Montréal (nahráno 1991, Decca)[34]
- Charles Mackerras a Danish National Radio Symphony Orchestra, soprán: Tina Kiberg, alt: Randi Stene, tenor: Peter Svensson, bas: Ulrik Cold, varhany: Per Salo, Danish National Radio Choir (nahráno 1993, Chandos)[35]
- Elijahu Inbal a Deutsches-Symphonie Orchester Berlin, soprán: Julia Varady, mezzosoprán: Stella Doufexis, tenor: Valentin Prolat, bas: Peter Rose, varhany: Arvid Gast, Rundfunkchor Berlin, sbormistr: Gerd Müller-Lorenz (nahráno 1995, Denon)[36]
- Riccardo Chailly a Wiener Philharmoniker, soprán: Eva Urbanová, mezzosoprán: Marta Beňačková, tenor: Vladimir Bogachov, bas: Richard Novák, varhany: Thomas Trotter, Slovenský filharmonický sbor (nahráno 1997, Decca)[37][38]
- Charles Mackerras a Česká filharmonie, soprán: Eva Urbanová, alt: Bernarda Fink, tenor: Leo Marian Vodička, bas: Peter Mikuláš, varhany: Jan Hora, Pražský filharmonický sbor, sbormistr: Pavel Kühn (video DVD, Supraphon)[39]
- Leoš Svárovský a Státní filharmonie Brno, soprán: Eva Dřízgová-Jirušová, alt: Hana Štolfová-Bandová, tenor: Vladimír Doležal, bas: Jiří Sulženko, varhany: Martin Jakubíček, Český filharmonický sbor Brno, sbormistr: Petr Fiala (Arco Diva/Ultraphon, vydáno 1999)[40][41]
- Charles Mackerras a Státní filharmonie Brno, soprán: Helena Kaupová, Helena Garajová, tenor: Peter Straka, bas: Richard Novák, varhany: Aleš Bárta, Český filharmonický sbor Brno, sbormistr: Petr Fiala (živá nahrávka, Státní filharmonie Brno, vydáno 2004)[42][43]
- Petr Vronský a Janáčkova filharmonie Ostrava, soprán: Eva Dřízgová, alt: Erika Šporerová, tenor: Vladimír Doležal, bas: Martin Gurbal, varhany: Petr Čech, Český filharmonický sbor Brno, sbormistr: Petr Fiala (živá nahrávka, Stylton, vydáno 2004)[44]
- Kurt Masur a London Philharmonic Orchestra, soprán: Zdena Kloubová, mezzosoprán: Karen Cargill, tenor: Pavol Breslik, bas: Gustáv Beláček, varhany: David Goode, Český filharmonický sbor Brno, sbormistr: Petr Fiala (BBC recording, vydáno 2007)[45]